# Institut Narcís Monturiol (Montbau)
L'Institut Narcís Monturiol és un centre públic d'educació secundària obligatòria situat al barri de Montbau de Barcelona. Imparteix estudis d'ESO i Batxillerat, de les modalitats: ciències i tecnologia, i humanitats i ciències socials. Ofereix dues línies.

## Història
L'edifici es va construir el 1968, destinat a l'ensenyament primari. El curs 1968-1969 va passar a ser la Sección Delegada Mixta de Barcelona, Barrio de Montbau, depenent de l'Instituto Nacional de E. M. Menéndez y Pelayo. Després es va anomenar Instituto de Enseñanza Media Barrio de Montbau, i a partir del curs 1970-1971 es convertí en l'Instituto Nacional de Enseñanza Media Mixto Narciso Monturiol.
Va oferir també el Batxillerat nocturn fins al 2008, data en què el Departament d'Educació el va suprimir d'aquest Institut, així com d'altres de Barcelona.
L'Institut organitza cada any el Concurs Literari de Sant Jordi, que està obert al barri i hi participen tots els seus centres de primària i secundària. El centre també participa en el Pla d'Acció Tutorial i en altres projectes com el Pla experimental de llengües estrangeres, el Pla de reutilització de llibres, i en el programa Escoles + Sostenibles.

## Edifici
L'edifici inicial era només la secció paral·lela als jardins de Montbau. El 1978 es va ampliar amb l'ala davant del pisos del carrer de l'Harmonia. Obra de l'arquitecte Germà Vidal i Rebull, s'hi van afegir 4 laboratoris, gimnàs, porxos i cuina, a banda de les dependències per a la secretaria i direcció d'estudis. El setembre del 2006 va caure el mur del pati i això provocà la darrera modificació, obra de l'arquitecte Ricard Balcells i Comas, que va aportar al centre lluminositat, funcionalitat i un nou espai: la Sala Ictineu.